# Дубровка (станция)
Дубровка — железнодорожная станция Брянского региона Московской железной дороги, расположенная в одноимённом райцентре Брянской области. Станция расположена на однопутной тепловозной линии Брянск - Рославль - Смоленск между станциями Жуковка и Сещинская. Станция относится к Брянскому региону Московской железной дороги.

## История
Станция была открыта в 1868 году в составе Орловско-Витебской железной дороги.

## Сообщение по станции
На станции останавливаются почти все поезда, курсирующие по линии Брянск - Смоленск.

### Дальнее
| Круглогодичное обращение поездов | Круглогодичное обращение поездов | Круглогодичное обращение поездов | Круглогодичное обращение поездов |
| № поезда                         | Маршрут движения                 | № поезда                         | Маршрут движения                 |
| -------------------------------- | -------------------------------- | -------------------------------- | -------------------------------- |
| 359                              | Адлер — Калининград              | 360                              | Калининград — Адлер              |

| Сезонное обращение поездов | Сезонное обращение поездов | Сезонное обращение поездов | Сезонное обращение поездов |
| № поезда                   | Маршрут движения           | № поезда                   | Маршрут движения           |
| -------------------------- | -------------------------- | -------------------------- | -------------------------- |
| 467                        | Адлер — Смоленск           | 468                        | Смоленск — Адлер           |

Станция связана с Брянском, а также городами Сельцо, Жуковка и Рославль.
| Пригородное         | Пригородное | Пригородное         | Пригородное |
| Маршрут движения    | Отправление | Маршрут движения    | Отправление |
| ------------------- | ----------- | ------------------- | ----------- |
| Жуковка — Сещинская | 4:23        | Сещинская — Жуковка | 6:54        |
| Жуковка — Рославль  | 9:51        | Рославль — Жуковка  | 12:37       |
| Брянск — Рославль   | 10:14       | Рославль — Брянск   | 20:46       |
| Жуковка — Рославль  | 14:16       | Рославль — Жуковка  | 16:48       |
| Жуковка — Рославль  | 18:24       | Рославль — Жуковка  | 21:11       |